# Mont Ham
Le mont Ham est une montagne canadienne du Québec. Elle est située dans la partie méridionale des monts Notre-Dame, dans la chaîne des Appalaches. Elle fait partie du parc régional du Mont-Ham, qui en assure la conservation naturelle ainsi que la mise en valeur récréative, principalement par la randonnée pédestre.
Le mont Ham se trouve à Ham-Sud, tout près de Ham-Nord, dans la MRC des Sources, dans la région de l'Estrie. La montagne est gérée par un organisme à but non lucratif, « Le développement du mont Ham ». Sa mission est de promouvoir la faune et la flore de la région ainsi que de créer de nouveaux services et activités qui répondent aux besoins du milieu et de la clientèle. Le site du mont Ham est également un centre d'initiatives communautaires.
C'est une destination reconnue pour ses sentiers de randonnée pédestre et pour sa vue panoramique.

## Toponymie
Le toponyme a été officialisé le 5 décembre 1968 à la Banque des noms de lieux de la Commission de toponymie du Québec.

## Géographie
Le mont Ham fait partie des bas plateaux des Appalaches. Son sommet principal se trouve à une altitude de 713 m et sa dénivellation est de 360 mètres, avec une proéminence de 358 m.

### Géologie
Le mont Ham a été formé il y a plus de 500 millions d’années lors du mouvement des plaques continentales. Bien que ses roches soient considérablement plus anciennes, le mont Ham est entouré de moraines qui ont été déposées environ 12 200 ans avant Jésus-Christ pendant la glaciation quaternaire. Le socle de la montagne est composé de boninite dans un complexe ophiolitique.

## Activités

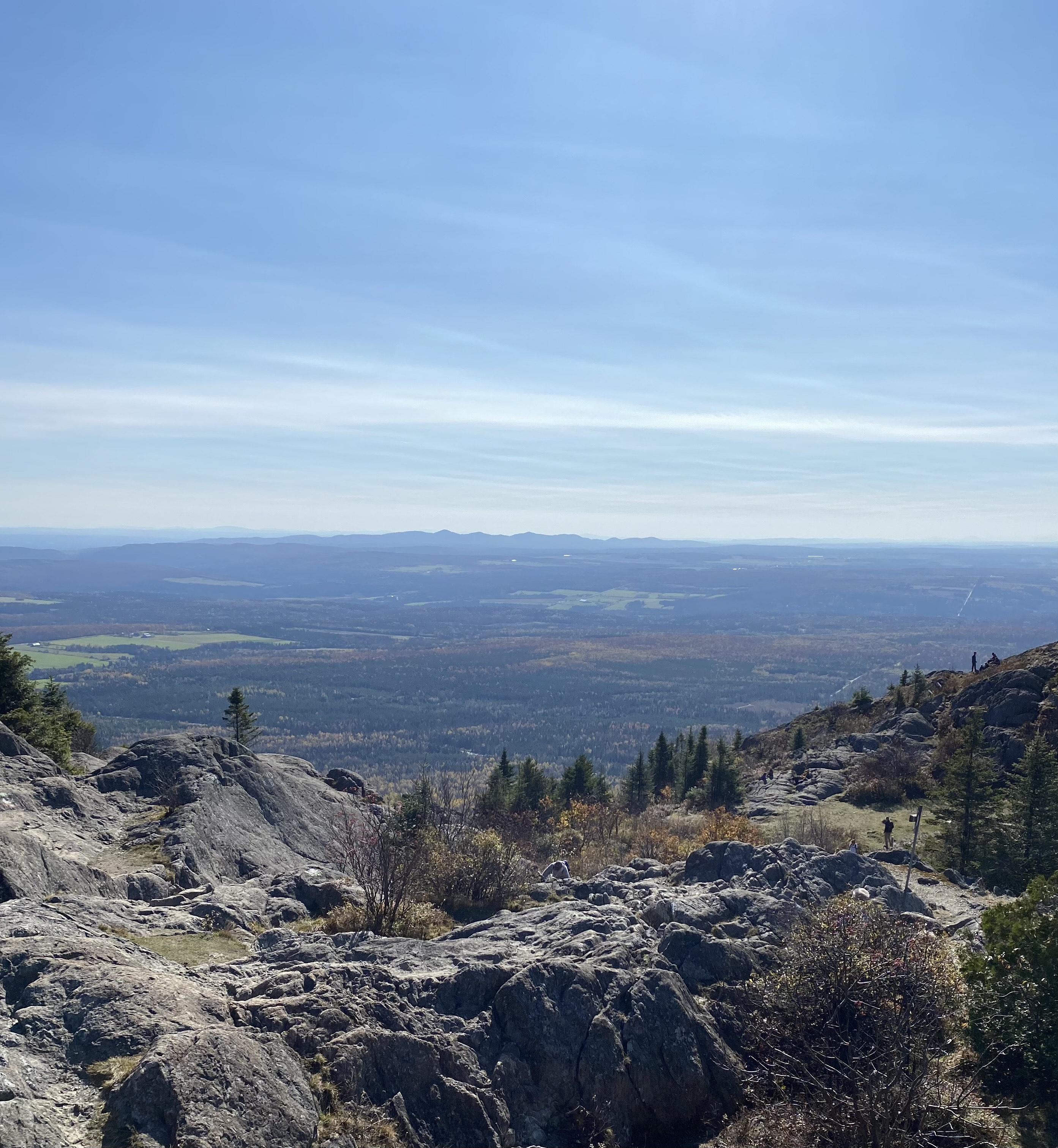
Vue depuis le sommet.

Le parc dans lequel il se trouve est ouvert toute l'année et propose randonnées, raquettes, ski de fond, disc golf et camping. Les onze sentiers de randonnée balisés sur la montagne permettent aux visiteurs une vue à 360 degrés sur le paysage environnant,. En 2014, le parc est devenu le premier des Cantons-de-l'Est à obtenir le statut de parc régional, ainsi qu'une subvention de 1 367 250 $ pour l'expansion et les améliorations. 